# Миланс, Педро
Педро Миланс Карамбула (исп. Pedro Milans Carámbula; родился 24 марта 2002 года, Лас-Пьедрас) — уругвайский футболист, защитник клуба «Пеньяроль».

## Клубная карьера
Миланс — воспитанник клуба «Хувентуд Лас-Пьедрас». 6 декабря 2019 года в матче против «Насьоналя» он дебютировал в уругвайской Примере.

## Международная карьера
В 2019 году Миланс в составе юношеской сборной Уругвая принял участие в юношеском чемпионате Южной Америки в Перу. На турнире он сыграл в матчах против команд Перу, Чили, Эквадора, Бразилии, а также дважды Аргентины и Парагвая. В поединке против бразильцев Педро забил гол.